# Välgörenhet
|  | Wiktionary har en ordboksartikel om filantropi. |

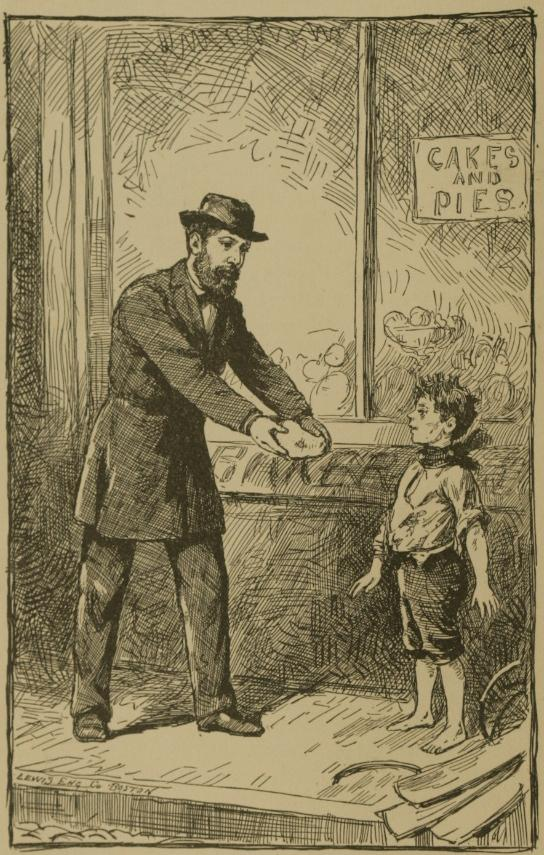
Illustration av välgörenhet.

Välgörenhet eller filantropi är privat allmännyttig verksamhet. Den bedrivs för att hjälpa behövande personer, av enskilda eller av juridiska personer som ideella föreningar, allmännyttiga stiftelser och religiösa samfund. Den som ger en gåva (donation eller bistånd) till välgörande ändamål kallas donator eller filantrop, och kan både vara en privatperson eller en organisation. Den som genomför arbetet kan kallas bistånds- eller hjälparbetare. Hjälporganisationer som arbetar med välgörenhet drivs ofta av frivilliga.
I länder där det offentliga tar stort ansvar för befolkningens välfärd, så kallade välfärdssamhällen, spelar välgörenhet en begränsad roll.

## Sverige
De största hjälporganisationerna i Sverige (2018) är Rädda Barnen, Svenska kyrkan, Unicef, Röda korset, Plan Sverige, Läkare Utan Gränser och Diakonia. Hjälporganisationer som bedriver socialt arbete i Sverige är Frälsningsarmén och Stadsmissionen. Många ordenssällskap har traditionellt ägnat sig åt välgörenhet.
Svenska frivilligorganisationer, som sysslar med insamling av medel för bland annat välgörenhet, samverkar inom Frivilligorganisationernas insamlingsråd. Svensk insamlingskontroll erbjuder så kallade 90-konton till svenska organisationer för insamlingar, och kontrollerar att en viss andel av de insamlade medlen når fram till hjälpverksamheten.
Religiösa samfund kan få hjälp av skatteverket att administrera frivillig uppbörd av kyrkoavgift via skattsedeln, som en förhöjd skatt. I religiösa organisationer kallas gåvor till fattiga även allmosor. I kyrkor kallas insamlingar traditionellt kollekt eller offer. Vissa kristna ger regelbundet tionde, judar tzedakah, sikher dasvandh och muslimer zakat.